# Златното божество
Златното божество (на английски: The Chinese Gold Murders) е исторически криминален роман на холандския писател Роберт ван Хюлик, с главен герой съдията Ди, китайски магистрат, живял през VІІ век, по време на управлението на династията Тан. Романът е написан през 1956 г. и издаден през 1959 г. от британското издателство „Michael Joseph“.

## Сюжет
Внимание:  Текстът по-долу разкрива сюжета на произведението (или части от него)!
В романа „Златното божество“ младият магистрат Ди, въпреки увещанията на своите приятели, напуска столицата и бляскавите възможности, които тя предлага, за да поеме първия си пост на окръжен съдия в китайския град Бънлай. По пътя към местоназначението му двама разбойници, Ма Жун и Цяо Тай, първо се опитват да го ограбят, а впоследствие сами предлагат да му станат помощници. В Бънлай съдията Ди се сблъсква с няколко убийства, които успява да разкрие.

## Издания на български език
На български език романът е издаден за първи път през 1996 г. от издателство „Труд“, ISBN:	9545280468, с меки корици, 224 с., кн.2 от поредица „Китайски загадки“, в превод на Явор Въжаров.
През 2004 г. е издаден повторно от същото издателство, като част от сборника „Китайски загадки, том І“, ISBN 954-528-430-7, с твърди корици, 670 с., кн.14 от поредицата „Селекция 500“.